# Morgensand und Seelachen
Das Naturschutzgebiet Morgensand und Seelachen liegt auf dem Gebiet der Stadt Schorndorf und der Gemeinde Urbach in Baden-Württemberg.

## Kenndaten
Das Gebiet wurde durch Verordnung des Regierungspräsidiums Stuttgart vom 10. Juni 1987 als Naturschutzgebiet unter der Schutzgebietsnummer 1151 ausgewiesen. Der CDDA-Code lautet 164693 und entspricht der WDPA-ID.

## Lage
Das Naturschutzgebiet liegt zwischen Schorndorf und Urbach in der Talaue der Rems. Begrenzt wird es nach Norden von der Bundesstraße 29. Es wird teilweise umschlossen vom 108,7 Hektar großen Landschaftsschutzgebiet Remsaue mit Linsenberg und gehört außerdem zum FFH-Gebiet Welzheimer Wald. Das Schutzgebiet befindet sich im Naturraum 107-Schurwald und Welzheimer Wald innerhalb der naturräumlichen Haupteinheit 10-Schwäbisches Keuper-Lias-Land.

## Schutzzweck
Wesentlicher Schutzzweck ist die Erhaltung und Förderung eines vielfältigen Lebensraumes in der Talaue der Rems mit einem Abschnitt deren Laufes, dem naturnah mäandrischen Unterlauf der Wieslauf, mehreren Baggerseen sowie Wiesen-, Gehölz- und Sukzessionsflächen und die Bewahrung der vorhandenen und künftig sich ansiedelnden Flora und Fauna vor Beeinträchtigungen und Störungen aller Art.